# Верх-Четский сельсовет
Верх-Четский сельсовет — упразднённые административно-территориальная единица и муниципальное образование (сельское поселение) в Тюхтетском районе Красноярского края.
Административный центр — посёлок Верх-Четск.
Сельское поселение было упразднено в марте-апреле 2020 года в связи с преобразованием Тюхтетского муниципального района в муниципальный округ, переходный период до 1 января 2021 года. На уровне административно-территориального устройства соответствующий сельсовет был упразднён со 2 августа 2021 года в связи с преобразованием Тюхтетского района в округ.

## История
Статус и границы сельского поселения установлены Законом Красноярского края от 25 февраля 2005 года № 13-3119 «Об установлении границ и наделении соответствующим статусом муниципального образования Тюхтетский район и находящихся в его границах иных муниципальных образований»

## Население
| 2010 | 2012 | 2013 | 2014 | 2015 | 2016 | 2017 |
| ---- | ---- | ---- | ---- | ---- | ---- | ---- |
| 380  | ↘365 | ↘352 | ↘339 | ↘326 | ↘315 | ↘309 |

## Состав сельского поселения
В состав сельского поселения входят 2 населённых пункта:
| № | Населённый пункт | Тип населённого пункта          | Население |
| - | ---------------- | ------------------------------- | --------- |
| 1 | Верх-Четск       | посёлок, административный центр | 230       |
| 2 | Сплавной         | посёлок                         | 150       |

## Местное самоуправление
Верх-Четский сельский Совет депутатов
Дата избрания: 14.03.2010. Срок полномочий: 5 лет. Количество депутатов:  7
Глава муниципального образования
- Есина Ольга Михайловна. Дата избрания: 14.03.2010. Срок полномочий: 5 лет